# Niccolò Ardinghelli
Niccolò Ardinghelli (Florença, 17 de março de 1503 - Roma, 23 de agosto de 1547) foi um cardeal do século XVI.

## Biografia
Nasceu em Florença em 17 de março de 1503. De uma família nobre. Filho de da Pietro Ardinghelli, que foi secretário do Papa Leão X.
Estudou grego, latim e direito.
Secretário do Cardeal Alessandro Farnese, Jr.. Cânon do capítulo da catedral metropolitana de Florença. Vigário de Marca, 1539. Datário de Sua Santidade, 1540. Protonotário apostólico.
Eleito bispo de Fossombrone em 13 de julho de 1541. Consagrado (nenhuma informação encontrada). Prefeito de supplicum libellis . Núncio perante o rei Francisco I da França, para concluir as negociações de paz com o Sacro Imperador Romano Carlos V e promover a celebração do concílio geral de 1541. Acompanhou o cardeal Farnese, legado na França e Espanha.
Criado cardeal sacerdote no consistório de 19 de dezembro de 1544; recebeu o chapéu vermelho e o título de S. Apolinário, em 9 de janeiro de 1545. Prefeito do Tribunal da Assinatura Apostólica da Graça, 1545. Renunciou ao governo da diocese, em 16 de março de 1547. Foi poeta e acadêmico.
Morreu em Roma em 23 de agosto de 1547, na residência do Marquês Baldassini, região de Campo Marzio, Roma. Sepultado na igreja de S. Maria sopra Minerva, Roma